# 花田本線料金所
花田本線料金所（はなだほんせんりょうきんじょ）は、兵庫県姫路市にある播但連絡道路花田ICに併設された本線料金所。
播但連絡道路を花田IC以南と以北を通して通行する場合に利用する。花田ICを通じて一般道とアクセスする場合は、花田ICの出入口にある花田料金所（はなだりょうきんじょ）を利用する。

## 所在地
- 兵庫県姫路市飾東町豊国

## 歴史
- 1981年1月13日：砥堀ランプ - 花田IC間開通に伴い、花田料金所設置。
- 1985年12月7日：花田IC - 姫路JCT間開通に伴い、花田本線料金所設置。
- 2006年6月1日：花田本線料金所にETCレーンが開設され、ノンストップ化に対応（花田料金所は未対応）。
- 2008年3月28日：花田料金所にETCレーンが開設され、ノンストップ化に対応。

## 料金所施設

### 和田山方面
- ブース数：3
  - ETC専用：1
  - 一般：2

### 姫路バイパス方面
- ブース数：3
  - ETC専用：1
  - 一般：2

## 料金所番号
- 花田料金所での均一区間の料金徴収 01-150
- 花田本線料金所 01-151
- 花田料金所（出入口）01-152

## 隣
E95 播但連絡道路
(1) 大塩別所ランプ - (2) 花田IC/花田TB  - (3) 山陽姫路東IC/豊富PA（北行き）